# Be Human (álbum)
Be Human es el tercer álbum de estudio de la banda británica de post-hardcore Fightstar. Fue lanzado el 20 de abril de 2009, a través del sello independiente Search and Destroy Records, distribuido por PIAS Recordings. El álbum se grabó entre agosto y diciembre de 2008 en Chesterfield y Londres, con la banda como coproductora junto al guitarrista de Laruso, Carl Bown. La grabación adicional se realizó en Air Studios con la compositora de cuerdas Audrey Riley. A diferencia de sus dos primeros lanzamientos de estudio, Daniel Conway no colaboró en la portada del álbum; en su lugar, la banda contactó con Ryohei Hase, quien pintó digitalmente la portada.
El álbum ha lanzado cuatro sencillos, incluyendo "The English Way" y "Mercury Summer", antes del lanzamiento del álbum. Recibiendo elogios de la crítica, el álbum entró en la lista de álbumes del Reino Unido en el puesto número 20, convirtiéndose en su álbum con mejor clasificación hasta la fecha.

## Antecedentes y grabaciones
La banda mencionó por primera vez que estaban trabajando en nuevo material en marzo de 2008. Confirmaron que, tras finalizar su gira con Brigade, empezarían a componer durante el verano y publicarían actualizaciones para los fans con videodiarios desde el estudio. La grabación se realizó principalmente en Treehouse Studios en Chesterfield, el estudio personal del coproductor y amigo Carl Bown. Las pistas de batería del álbum se grabaron en Steelworks Studios en Sheffield, y se dividieron entre Omar y Charlie debido a que Omar sufrió una fractura de muñeca. Las sesiones de grabación comenzaron en agosto de 2008 y debían finalizar en noviembre. El vocalista, guitarrista y compositor de la banda, Charlie Simpson, confirmó los títulos provisionales: "War Machine", "English Way" y "Mercury Summer". Mencionó que el primero tendría un marcado aire de ópera rock con secciones de cuerdas potentes.
Tras completar la mayor parte de la grabación, la banda se dirigió a Air Studios (donde se compusieron las bandas sonoras de Piratas del Caribe y Batman Begins) para grabar las secciones de cuerda con Audrey Riley. Simpson comentó posteriormente: «Fue fantástico incorporar ese elemento, ese toque clásico. Aporta muchísimo». Antes del lanzamiento del álbum, la banda indicó que el sonido sería «bastante diferente» a su material anterior, con la inclusión de partes orquestales y corales. A pesar de ello, se señaló que seguiría siendo «Fightstar», con sus característicos elementos oscuros y pesados.  La banda también consideró el contenido lírico como el más positivo hasta la fecha y se mostró satisfecha de que el producto final cumpliera con creces sus expectativas.

## Lanzamiento y promoción
El primer sencillo del álbum fue "The English Way", lanzado junto con un video musical el 3 de noviembre de 2008. Este sencillo marcó un grado de experimentación para la banda, con la incorporación de coros por primera vez. El CD incluía una demo titulada "Colours Bleed", cuyo nombre cambió a "Colours Bleed to Red" para el lanzamiento del álbum. "Mercury Summer" se lanzó en streaming el 17 de febrero de 2009. El video del segundo sencillo, "Mercury Summer", se estrenó el 25 de febrero, mientras que el lanzamiento del CD físico fue el 6 de abril. La canción mostró una dirección más experimental, con un sonido más animado y melódico que el de material anterior.
En un chat en vivo con fans en el foro oficial de Fightstar el 9 de abril de 2009, la banda confirmó que su próximo sencillo sería "Never Change". Durante abril, la banda realizó una gira por el Reino Unido con In Case of Fire y Laruso. Be Human se lanzó el 20 de abril. La banda grabó el videoclip de "Never Change" el 3 de mayo, como confirmaron en su concierto en Exeter Lemon Grove el 4 de mayo. Se estrenó el 20 de julio de 2009, con la colaboración de los mismos directores que para "Mercury Summer". Se presentaron en los festivales de Reading y Leeds en agosto de 2009.

## Lista de canciones
| N.º | Título                        | Duración |  |
| 1.  | «Calling on All Stations»     | 3:26     |  |
| 2.  | «The English Way»             | 3:33     |  |
| 3.  | «War Machine»                 | 4:48     |  |
| 4.  | «Never Change»                | 3:02     |  |
| 5.  | «Colours Bleed to Red»        | 3:19     |  |
| 6.  | «The Whisperer»               | 3:59     |  |
| 7.  | «Mercury Summer»              | 3:07     |  |
| 8.  | «Give Me the Sky»             | 4:01     |  |
| 9.  | «Chemical Blood»              | 3:52     |  |
| 10. | «Tonight We Burn»             | 3:51     |  |
| 11. | «Damocles»                    | 3:36     |  |
| 12. | «Follow Me into the Darkness» | 5:44     |  |

| Edicion iTunes |                                  |          |  |
| N.º            | Título                           | Duración |  |
| 13.            | «Unfamiliar Ceilings» (acústico) | 4:07     |  |

| Edición de lujo |                                      |          |  |
| N.º             | Título                               | Duración |  |
| 1.              | «War Machine»                        | 4:48     |  |
| 2.              | «A City on Fire»                     | 3:07     |  |
| 3.              | «The English Way»                    | 3:33     |  |
| 4.              | «28k Resolution»                     | 3:16     |  |
| 5.              | «Chemical Blood»                     | 3:52     |  |
| 6.              | «Calling on All Stations»            | 3:26     |  |
| 7.              | «Mercury Summer»                     | 3:07     |  |
| 8.              | «Give Me the Sky»                    | 4:01     |  |
| 9.              | «Never Change»                       | 3:02     |  |
| 10.             | «Tonight We Burn»                    | 3:51     |  |
| 11.             | «The Whisperer»                      | 3:59     |  |
| 12.             | «Its Blood Is Black»                 | 3:29     |  |
| 13.             | «Colours Bleed to Red»               | 3:19     |  |
| 14.             | «Damocles»                           | 3:36     |  |
| 15.             | «Mvua Nyeusi»                        | 3:24     |  |
| 16.             | «Follow Me into the Darkness»        | 5:44     |  |
| 17.             | «Battlefield" (exclusiva de iTunes)» | 3:21     |  |

## Posicionamiento en lista
| Lista                       | Mejor posición |
| --------------------------- | -------------- |
| Scottish Albums (OCC)       | 26             |
| UK Albums (OCC)             | 20             |
| UK Rock Albums (OCC)        | 1              |
| UK Independent Albums (OCC) | 1              |

## Personal
Fightstar
- Charlie Simpson – voz principal, guitarra rítmica, teclados, letras
- Alex Westaway – guitarra principal, voz, letras
- Dan Haigh – bajo, diseño
- Omar Abidi – batería, percusión